# ティーンが選ぶトレンドランキング
ティーンが選ぶトレンドランキング（ティーンがえらぶトレンドランキング）は、マイナビティーンズラボが2015年より毎年発表しているランキング。

## 各年の結果

### 2015年
出典：
＜モノ＞ランキング
- 第1位 - B612
- 第2位 - 花かんむり
- 第3位 - お菓子リュック

＜ヒト＞ランキング
- 第1位 - 藤田ニコル
- 第2位 - 山﨑賢人
- 第3位 - 広瀬すず

＜コトバ＞ランキング
- 第1位 - じわる
- 第2位 - YDK
- 第3位 - うけ

＜コト＞ランキング
- 第1位 - 恋仲
- 第2位 - 双子コーデ
- 第3位 - 双子ダンス

### 2016年
出典：
＜モノ＞ランキング
- 第1位 - SNOW
- 第2位 - メルカリ
- 第3位 - チョーカー

＜ヒト＞ランキング
- 第1位 - ぺこ&りゅうちぇる
- 第2位 - 山﨑賢人
- 第3位 - トレンディエンジェル斎藤さん

＜コトバ＞ランキング
- 第1位 - おけまる
- 第2位 - アモーレ
- 第3位 - ペッペッペー

＜コト＞ランキング
- 第1位 - SNOWのキラキラピンクねずみ
- 第2位 - PPAP
- 第3位 - イヤホンガンガン伝言ゲーム

### 2017年
出典：
モノ篇
- 第1位 - チーズタッカルビ
- 第2位 - ハンドスピナー
- 第3位 - 電球ソーダ
- 第4位 - 写ルンです
- 第5位 - 3CE
- 第6位 - デコメガホン
- 第7位 - ロールアイスクリーム
- 第8位 - 自撮りレンズ
- 第9位 - うんこ漢字ドリル
- 第10位 - ベロア生地

ヒト篇
- 第1位 - 竹内涼真
- 第2位 - ブルゾンちえみ
- 第3位 - みやぞん
- 第4位 - TWICE
- 第5位 - 永野芽郁
- 第6位 - フースーヤ
- 第7位 - ムロツヨシ
- 第8位 - 成田凌
- 第9位 - サンシャイン池崎
- 第10位 - 窪田正孝

コトバ篇
- 第1位 - インスタ映え
- 第2位 - 熱盛
- 第3位 - 〜ンゴ
- 第4位 - 〜な説
- 第5位 - オーマイゴッドファーザー
- 第6位 - BFF
- 第7位 - ありよりのなし
- 第8位 - 良きき
- 第9位 - バブい
- 第10位 - すこ

コト篇
- 第1位 - TTポーズ
- 第2位 - Instagramのストーリーズ
- 第3位 - ナイトプール
- 第4位 - 過保護のカホコ
- 第5位 - ＃○○に使っていいよ
- 第6位 - 色壁で4コマ画像
- 第7位 - #頭のいい人と悪い人の見方の違い
- 第8位 - SNOWのフィルム風スタンプ
- 第9位 - 愛してるゲーム
- 第10位 - オオカミくんには騙されない

### 2018年
出典：
モノ篇
- 第1位 - Gong cha
- 第2位 - TikTok
- 第3位 - AbemaTV
- 第4位 - シンデレラガール
- 第5位 - チーズドッグ
- 第6位 - 3CE
- 第7位 - PINKPINKMONSTER
- 第8位 - これ以上可愛くなってもいいですか
- 第9位 - 韓国ミニ扇風機
- 第10位 - LINEのたまごっち

ヒト篇
- 第1位 - King & Prince
- 第2位 - 今田美桜
- 第3位 - 吉沢亮
- 第4位 - あいみょん
- 第5位 - DA PUMP
- 第6位 - BTS
- 第7位 - 平野紫耀
- 第8位 - 田中圭
- 第9位 - BLACKPINK
- 第10位 - 新田真剣佑

コトバ篇
- 第1位 - エモい
- 第2位 - ○○みが深い
- 第3位 - ○○まる水産
- 第4位 - 平成最後の○○
- 第5位 - 草
- 第6位 - あげみざわ
- 第6位 - しんどい
- 第8位 - すきぴ
- 第9位 - ○○オブ○○
- 第10位 - つんだ

コト篇
- 第1位 - 「U.S.A.」ダンス
- 第2位 - タピオカ屋巡り
- 第3位 - 『花のち晴れ〜花男 Next Season〜』
- 第4位 - 手作りチーズドッグ
- 第5位 - 『太陽とオオカミくんには騙されない』
- 第6位 - トリコダンス
- 第7位 - 全力〇〇
- 第8位 - ヲタ活
- 第9位 - 質問箱
- 第10位 - 愛莉ヘア

### 2019年
出典：
モノ篇
- 第1位 - マリオカートツアー
- 第2位 - ソアリン:ファンタスティック・フライト
- 第3位 - 透明うちわ
- 第4位 - 黒マスク
- 第5位 - Zenly
- 第6位 - Melulu
- 第7位 - アクリルスタンド
- 第8位 - UR GLAM
- 第9位 - チーズボール
- 第10位 - ブラウンリップ

ヒト篇
- 第1位 - 横浜流星
- 第2位 - Official髭男dism
- 第3位 - King & Prince
- 第4位 - 平野紫耀
- 第5位 - SixTONES
- 第6位 - 永瀬廉
- 第7位 - なにわ男子
- 第8位 - りんごちゃん
- 第9位 - ミチ
- 第10位 - 中村倫也

コトバ篇
- 第1位 - ぴえん
- 第2位 - 湧いた
- 第3位 - レベチ
- 第4位 - ○○しか勝たん
- 第5位 - ベビタッピ
- 第6位 - スターティン
- 第6位 - 3150
- 第8位 - 今日のハイライト
- 第9位 - #397
- 第10位 - ポンポンポーン

コト篇
- 第1位 - 『あなたの番です』
- 第2位 - 『3年A組-今から皆さんは、人質です-』
- 第3位 - あなたの番です 考察
- 第4位 - 嵐のSNS解禁
- 第5位 - 『オオカミちゃんには騙されない』
- 第6位 - SNOWそっくり診断
- 第7位 - HandClapダンス
- 第8位 - 『かぐや様は告らせたい〜天才たちの恋愛頭脳戦〜』
- 第9位 - 『ブラック校則』
- 第10位 - 『おっさんずラブ』

### 2020年
出典：
モノ篇
- 第1位 - TikTok
- 第2位 - Zoom
- 第3位 - 無観客ライブ
- 第4位 - rom&nd
- 第5位 - CLIO アイシャドウパレット
- 第6位 - アイドル水
- 第7位 - Netflix
- 第8位 - シアーシャツ
- 第9位 - 無印良品のメロンソーダ
- 第10位 - チーズキンパ

ヒト篇
- 第1位 - NiziU
- 第2位 - 北村匠海
- 第3位 - なにわ男子
- 第4位 - 志尊淳
- 第5位 - Snow Man
- 第6位 - 浜辺美波
- 第7位 - 瑛人
- 第8位 - JO1
- 第9位 - ぺこぱ
- 第10位 - パパラピーズ

コトバ篇
- 第1位 - きゅんです
- 第2位 - ～してもろて
- 第3位 - あざとかわいい
- 第4位 - アセアセ
- 第5位 - ディスタンス
- 第6位 - 許せない!!
- 第7位 - 地雷
- 第8位 - やめチャイナ
- 第9位 - #淡色女子
- 第10位 - モアモアきゅん

コト篇
- 第1位 - Nizi Project
- 第2位 - スマホのホーム画面カスタマイズ
- 第3位 - 「猫」(DISH//)
- 第4位 - 地雷メイク
- 第5位 - シャボン玉映え
- 第6位 - 縄跳びダンス
- 第7位 - 佐野飯
- 第8位 - 「私たちはどうかしている」
- 第9位 - Instagramのエフェクト
- 第10位 - オンラインオタ活

### 2021年
出典：
モノ篇
- 第1位 - マリトッツォ
- 第2位 - SHEIN
- 第3位 - 97%
- 第4位 - スタバの47JIMOTOフラペチーノ
- 第5位 - 台湾カステラ
- 第6位 - シカクリーム
- 第7位 - かじるバターアイス
- 第8位 - 推しプリント
- 第9位 - ショートケーキ缶
- 第10位 - ダイソーの不織布マスク

ヒト篇
- 第1位 - なにわ男子
- 第2位 - コムドット
- 第3位 - 山田裕貴
- 第4位 - 平成フラミンゴ
- 第5位 - 村方乃々佳
- 第6位 - 眞栄田郷敦
- 第7位 - ENHYPEN
- 第8位 - 中島健人
- 第9位 - 赤楚衛二
- 第10位 - 美 少年/ジャニーズJr.

コトバ篇
- 第1位 - ひよってるやついる？
- 第2位 - ここ舞香んちだから
- 第3位 - 顔面大優勝
- 第4位 - #ご当地フラペチーノ
- 第5位 - きまずいきまずい
- 第6位 - 圧倒的○○
- 第7位 - それね
- 第8位 - もみあげ手裏剣
- 第9位 - 共有からLINE開いて〇番目
- 第10位 - 「あーしの夢っすか～？超チルなラッパー」

コト篇
- 第1位 - 「東京リベンジャーズ」
- 第2位 - ドラマ「ドラゴン桜」
- 第3位 - 「Butter」BTS
- 第4位 - 「イカゲーム」
- 第5位 - ドラマ「ハコヅメ〜たたかう!交番女子〜」
- 第6位 - 映画「かぐや様は告らせたい〜天才たちの恋愛頭脳戦〜 ファイナル」
- 第7位 - 「シル・ヴ・プレジデント」
- 第8位 - ドラマ「彼女はキレイだった」
- 第9位 - 「ヨワネハキ feat. 和ぬか,asmi」
- 第10位 - 「僕のヒーローアカデミア」

### 2022年
出典：
モノ篇
- 第1位 - カヌレ
- 第2位 - 肩掛けスマホケース
- 第3位 - スプラトゥーン3
- 第4位 - アームウォーマー
- 第5位 - スタバの焼き芋ブリュレフラペチーノ
- 第6位 - トリマ（アプリ）
- 第7位 - MBTI診断
- 第8位 - ミスタードーナツのさつまいもド
- 第9位 - ○○リング（ガチャガチャ）
- 第10位 - 韓国ワッフル

ヒト篇
- 第1位 - 平成フラミンゴ
- 第2位 - IVE
- 第3位 - 道枝駿佑
- 第4位 - Saucy Dog
- 第5位 - 佐野勇斗
- 第6位 - 菊池風磨
- 第7位 - aespa
- 第8位 - 高橋文哉
- 第9位 - 浅見めい
- 第10位 - Kep1er

コトバ篇
- 第1位 - それでは聞いてください、チグハグ
- 第2位 - 知らんけど
- 第3位 - 限界オタク
- 第4位 - 美味しいヤミー感謝感謝
- 第5位 - えぐいてー
- 第6位 - おじさん構文
- 第7位 - まぎか
- 第8位 - 好きが止まらない！俺もー！
- 第9位 - #y2k
- 第10位 - ちいかわ構文

コト篇
- 第1位 - チグハグダンス
- 第2位 - iOS 16のロック画面カスタマイズ
- 第3位 - 「ちゅきちゅきハリケーン」なにわ男子
- 第3位 - 「新時代」Ado
- 第5位 - 純欲風メイク
- 第6位 - 「W/X/Y」Tani Yuuki
- 第7位 - 「今夜、世界からこの恋が消えても」
- 第8位 - 「Habit」SEKAI NO OWARI
- 第9位 - 「ONE PIECE FILM RED」
- 第10位 - ひろゆきメーカー

### 2023年
出典：
モノ部門
- 第1位 - ちいかわ
- 第2位 - おぱんちゅうさぎ
- 第3位 - BeReal.
- 第4位 - んぽちゃむ
- 第5位 - みそきん
- 第6位 - カーゴパンツ
- 第7位 - おさつバターフラペチーノ
- 第8位 - たべっ子どうぶつ
- 第9位 - ピクミン
- 第10位 - スマホストラップ

ヒト部門
- 第1位 - ちょんまげ小僧
- 第2位 - 目黒蓮
- 第3位 - NewJeans
- 第4位 - あの
- 第5位 - やす子
- 第6位 - 高橋文哉
- 第7位 - 鈴鹿央士
- 第8位 - 佐野勇斗
- 第9位 - 山田涼介
- 第10位 - MISAMO

コトバ部門
- 第1位 - なぁぜなぁぜ
- 第2位 - ひき肉です
- 第3位 - 蛇化
- 第4位 - はいー
- 第5位 - 消しゴムマジックで消してやるのさ
- 第6位 - お前今日なにしたんだよ
- 第7位 - ちゅきちゅきラブリーちゃん
- 第8位 - ぎゃる
- 第9位 - ～ちゃむ
- 第10位 - 誰のもーん、俺のもーん

コト部門
- 第1位 - MBTI診断
- 第2位 - 推しの子
- 第3位 - 王様に捧ぐ薬指
- 第4位 - 最高の教師
- 第5位 - トリリオンゲーム
- 第6位 - カマキリダンス
- 第7位 - 友達がやってるカフェ
- 第8位 - 東京リベンジャーズ2 血のハロウィン編 -決戦-
- 第9位 - 真夏のシンデレラ
- 第10位 - 手で顔を隠すポーズ

ウタ部門
- 第1位 - YOASOBI「アイドル」
- 第2位 - 新しい学校のリーダーズ「オトナブルー」
- 第3位 - あの「ちゅ、多様性。」
- 第4位 - NewJeans「OMG」
- 第5位 - Conton Candy「ファジーネーブル」
- 第6位 - yukopi「強風オールバック(feat.歌愛ユキ)」
- 第7位 - Mrs. GREEN APPLE「ケセラセラ」
- 第8位 - aiko「花火」
- 第9位 - ジョングク「Seven (feat. Latto)」
- 第10位 - (G)I-DLE「Queencard」